# Mozart en verres miroirs
Mozart en verres miroirs (titre original : Mirrorshades: The Cyberpunk Anthology) est une anthologie de nouvelles de style cyberpunk proposée par Bruce Sterling. Elle est parue en 1986 aux États-Unis et en 1987 en France.
La préface de ce recueil serait l'un des textes fondateur du cyberpunk.[réf. nécessaire]

## Contenu
Mozart en verres miroirs regroupe douze nouvelles et une préface de Bruce Sterling :
- Le Continuum Gernsback — William Gibson ;
- Des yeux de serpent — Tom Maddox ;
- Rock toujours — Pat Cadigan ;
- Les Mésaventures de Houdini — Rudy Rucker ;
- Les 400 — Marc Laidlaw ;
- Solstice — James Patrick Kelly ;
- Petra — Greg Bear ;
- Le Jour où des voix humaines nous éveilleront — Lewis Shiner ;
- Freezone — John Shirley ;
- Pierre vit — Paul Di Filippo ;
- Étoile rouge, orbite gelée — Bruce Sterling et William Gibson ;
- Mozart en verres miroirs — Bruce Sterling et Lewis Shiner.

## Éditions françaises
- Denoël, collection Présence du futur no 451, 1986  (ISBN 2-207-30451-5); réédition en 1996  (ISBN 2-207-50451-4);
- Gallimard, collection Folio SF no 49, 2002  (ISBN 2-07-041754-9).